# Lucius Valerius Flaccus (Konsul 261 v. Chr.)
Lucius Valerius Flaccus war ein römischer Politiker zur Zeit des Ersten Punischen Krieges.
Laut den Konsularfasten war er der Sohn eines Marcus, der jedoch nicht weiter bekannt ist; sein Großvater könnte der magister equitum des Jahres 321 v. Chr. gewesen sein, der ebenfalls Lucius Valerius Flaccus hieß, dessen Historizität aber unsicher ist. Er wurde zusammen mit Titus Otacilius Crassus zum Konsul für das Jahr 261 v. Chr. gewählt. Beide Konsuln operierten in Sizilien; in ihre Amtszeit fällt der weitere Ausbau der römischen Flotte. Über Flaccus’ weiteres Leben ist nichts bekannt. Sein Sohn war der Konsul von 227 v. Chr., Publius Valerius Flaccus.